# هاري ليون ويلسون
هاري ليون ويلسون (بالإنجليزية: Harry Leon Wilson)‏ (1 مايو 1867، أوريغون في الولايات المتحدة - 28 يونيو 1939، كارميل-بي-ثي-سي في الولايات المتحدة)؛ كاتب، كاتب مسرحي وروائي أمريكي.

## روابط خارجية
- هاري ليون ويلسون على موقع IMDb (الإنجليزية)
- هاري ليون ويلسون على موقع الموسوعة البريطانية (الإنجليزية)
- هاري ليون ويلسون على موقع قاعدة بيانات برودواي على الإنترنت (الإنجليزية)
- هاري ليون ويلسون على موقع قاعدة بيانات برودواي على الإنترنت (الإنجليزية)
- هاري ليون ويلسون على موقع إن إن دي بي (الإنجليزية)
- هاري ليون ويلسون على موقع قاعدة بيانات الفيلم (الإنجليزية)